# سعاد اللامی
سعاد اللامی (انگلیسی: Suaad Allami؛ زادهٔ ۱ ژانویهٔ ۱۹۵۳) فعال حقوق بشر اهل عراق است.
مادرش او را تشویق کرد که تحصیل کند، اگرچه خودش بی سواد بود. آلامی یک وکیل حقوق زنان شد.
او سازمان غیردولتی «زنان برای پیشرفت» را در سال ۲۰۰۷ تأسیس کرد و تا سال ۲۰۱۱ مرکز زنان برای پیشرفت را هدایت می‌کند.
«زنان برای پیشرفت» بسیاری از خدمات شامل حمایت قانونی، آموزش حرفه ای، مشاوره خانوادگی، امتحانات پزشکی، آموزش سواد آموزی، مراقبت از کودکان و فرصت‌های ورزشی فراهم می‌کند.
وی همچنین برندهٔ جوایزی همچون جایزه بین‌المللی زنان شجاع شده‌است.